# Амвросий (Кантакузен)
Епи́скоп Амвро́сий (фр. Evêque Ambroise, в миру князь Пётр Петро́вич Кантаку́зен, фр. Pierre Cantacuzène; 16 сентября 1947, Веве, Швейцария — 20 июля 2009, Веве, Швейцария) — епископ Русской православной церкви заграницей, епископ Женевский и Западно-Европейский.

## Биография
Родился в семье князя Петра Георгиевича Кантакузена (1922—1975) и Ольги Алексеевны, урождённой Орловой (1923—1984). По собственным воспоминаниям: «Семья наша была умеренно религиозная, по воскресеньям ходили в церковь, отмечали праздники, но не более того. Меня тоже, разумеется, водили, но в подростковом возрасте я утратил ко всему этому интерес».
Окончил школьное образование с аттестатом зрелости по классической филологии, затем — юридический факультет Лозаннского университета. По собственным воспоминаниям: «понял, что посвятить жизнь чьим-то „разборкам“ мне не хочется, а на дипломатическую службу, которая меня привлекала, не возьмут из-за нешвейцарской фамилии. И в этот момент я вернулся в церковь уже по убеждению».
C 1968 по 1975 год работал преподавателем французского языка и основ юридических знаний в средней школе.
В 1972 году в храме Святой великомученицы Варвары в Веве в день её памяти был поставлен во чтецы.
В 1974 году участвовал в III Всезарубежном Соборе Русской Зарубежной Церкви. Входил в состав Комиссии о положении Русской Православной Церкви Заграницей в современном мире и Комиссии по вопросу о миссионерской и издательской деятельности РПЦЗ.
В 1975—1978 годах работал также сторожем Крестовоздвиженского кафедрального собора в Женеве, где получал наставления от архиепископа Женевского и Западно-Европейского Антония (Бартошевича): «Тогдашний архиерей Женевский, архиепископ Антоний, решил, что одно высшее образование у меня уже было, а „специальным“ займется он сам. Дал мне книги, курсы, много со мной беседовал, объяснял».

### Священник
Весной 1976 года в Женеве был рукоположён в сан диакона, 26 сентября того же года — в пресвитера. Служил клириком женевского собора

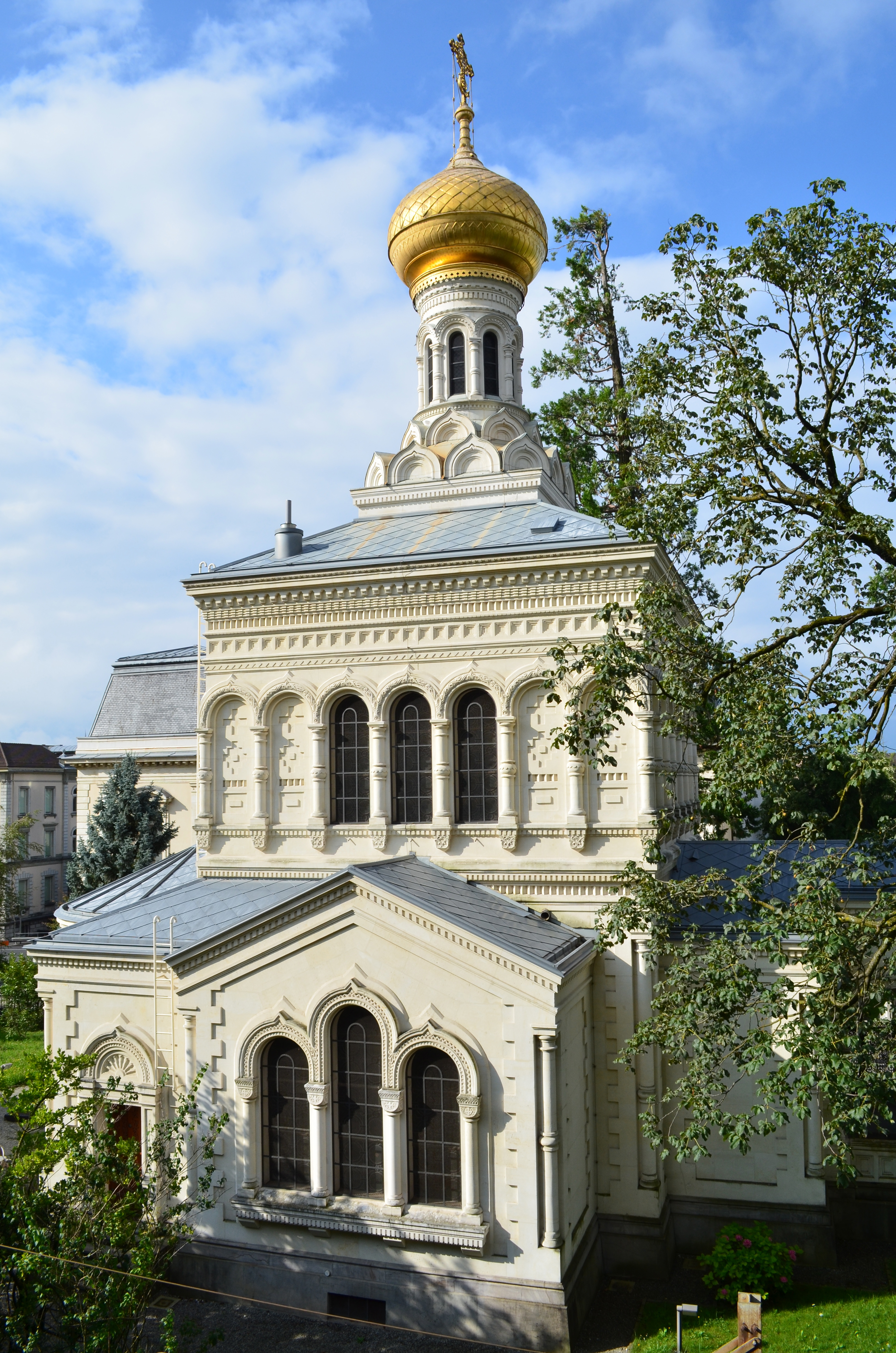
Церковь Святой Варвары в Веве, где Епископ Амвросий был крещён и свыше 30 лет служил настоятелем

Весной 1978 года назначен настоятелем Варваринской церкви в Веве, где являлся настоятелем вплоть до кончины. Часто направлялся для периодического окормления разных приходов епархии в Брюссель, Мёдон, Лион, Бари, Монпелье, Рим.
В 1982 году по указанию архиепископа Антония (Бартошевича), чтившего по примеру архиепископа Иоанна (Максимовича) память древних православных святых Запада, составил службы «Всем Святым в земле Гельветийской просиявшим» на французском языке
В 1991 году возведён в сан протоиерея.
4 мая 1993 года на Архиерейском Соборе рассматривалась его кандидатура во епископы для Австралийской епархии, однако Архиепископ Марк (Арндт) выразился в том смысле, что протоиерей Петр Кантакузен «человек слишком западного склада, не знает английского языка и поэтому более походит Западно-Европейской епархии, чем Австралийской».
По воспоминаниям епископа Амвросия: «в 1993 году умирающий Антоний попросил меня взять на себя обязанности архиерея, чего мне очень не хотелось, так как я люблю заниматься именно приходом, а не административными делами. Но конечно, отказать умирающему старцу я не мог».
6 сентября 1993 года в Женевском Крестовоздвиженском кафедральном соборе пострижен в монашество с именем Амвросий в честь святителя Амвросия Медиоланского.

### Епископ
26 сентября 1993 года Амвросий (Кантакузен) там же был хиротонисан во епископа Вевейского, викарий Женевской и Западно-Европейской епархии. Хиротонию совершали: митрополит Восточно-Американский и Нью-Йоркский Виталий (Устинов), архиепископ Женевский и Западно-Европейский Антоний (Бартошевич), архиепископ Берлинский и Германский Марк (Арндт), епископ Леснинский Серафим (Дулгов).
29 июня 1995 года в облачении, участвовал и богослужении по случаю закладки первого камня нового румынского храма в Женеве, сослужа с митрополитом Дамаскином (Папандреу) (Константинопольский Патриархат) и с митрополитом Серафимом (Жоантэ) (Румынский Патриархат), и он, вместе с ними, расписался на грамоте, вложенной в камень. Это вызвало протесты у ряда клириков Западно-Европейской епархии РПЦЗ, так как митрополит Дамаскин был участником экуменического движения, а само священнодействие совпадало во времени с конфликтом вокруг парижского румынского храма РПЦЗ, который Румынская православная церковь пыталась перевести в свою юрисдикцию.
17 октября 2000 года Архиерейским Собором Русской Зарубежной Церкви назначен епископом Женевским и Западно-Европейским.
В ноябре 2001 года митрополит Виталий (Устинов) был синодальным большинством отстранён от руководства РПЦЗ. И это стало причиной церковного раскола. 28 января 2003 года Архиерейский Синод РПЦЗ, обсудив прошение епископа Амвросия (Кантакузена) об уходе на покой, постановил, что «в настоящее время он не может, ради обще-церковного дела в Западной Европе, удовлетворить просьбу епископа Амвросия. Архиепископ Марк и епископ Штутгартский Агапит будут оказывать посильную помощь епископу Амвросию».
В связи с посланием Патриарха Московского и всея Руси Алексия II от 1 апреля 2003 года получил от Архиерейского Синода Русской Зарубежной Церкви задание в случае начала официальных переговоров с Московским Патриархатом занять позицию «благожелательного наблюдателя».
17 декабря 2003 года указом Архиерейского Собора РПЦЗ была образована Комиссия Русской Православной Церкви Заграницей по переговорам со встречной Комиссией Московского Патриархата, в состав которой был включён и епископ Амвросий. В составе комиссии участвовал в работе по подготовке текста Акта о каноническом общении.
Из-за перенесённой тяжёлой операции Амвросий не смог принять участие в шестой рабочей встрече комиссии Русской Зарубежной Церкви по переговорам с Московским Патриархатом и комиссии Московского Патриархата по диалогу с Русской Зарубежной Церковью, состоявшейся 17 февраля 2006 года при Покровском храме в городе Наяке.
Был участником IV Всезарубежного Собора, на котором рассказал о канонических, административных и имущественных вопросах, обсуждаемых в ходе переговорного процесса.
19 мая 2006 года Архиерейским Собором Русской Православной Церкви Заграницей было решено удовлетворить прошение епископа Амвросия об уходе на покой. Кроме того, он был освобождён от должности члена Комиссии по переговорам с Московским Патриархатом.
В январе 2009 года, уже будучи тяжко больным, принял участие в работе Поместного Собора Русской православной церкви.

### Смерть и похороны
Скончался 20 июля 2009 года в своём доме в Веве около часа ночи.
22 июля в 20.00 в Вевейском храме святой великомученицы Варвары епископом Михаилом (Донсковым) была совершена панихида по новопреставленному архиерею.
27 июля в храме святой великомученицы Варвары было совершено отпевание епископа Амвросия. Заупокойную Литургию совершили архиепископ Берлинский и Германский Марк (Арндт), епископы Женевский и Западно-Европейский Михаил (Донсков) и Штутгартский Агапит (Горачек) в сослужении духовенства Константинопольского, Московского, Сербского и Румынского Патриархатов из Швейцарии, Франции и Германии. После Литургии был совершен чин отпевания, затем гроб с телом усопшего архиерея был обнесен крестным ходом вокруг Варваринской церкви.
В тот же день был похоронен на кладбище Сан-Мартан в Веве, недалеко от могилы матери. Чин погребения возглавил епископ Женевский Михаил, совершивший на могиле последнюю литию.
Мысль о том, чтобы похоронить архипастыря у храма, с которым он был связан всю свою жизнь, возникла тут же, но в Швейцарии без особого разрешения нельзя осуществлять захоронения где бы то ни было, кроме кладбищ. И все связанные с этим бюрократические формальности быстро преодолеть не удалось. Лишь 11 марта 2010 года, по получении всех необходимых разрешений от властей, Амвросий (Кантакузен) был перезахоронен у Варваринской церкви в Веве.

## Сочинения
- Служба «Всем Святым в земле Гельветийской просиявшим» (1982; на французском языке)
- Письмо Епископа Амвросия Архиерейскому Синоду Русской Православной Церкви Заграницей, 18/31 июля 1996 г.
- «Правильная Пасха к светлому празднику» // «Наша Газета», 25. 04. 2008